# 샤샤를 위하여
"샤샤를 위하여"(Pour Sacha, For Sacha)는 프랑스에서 제작된 알렉산더 아카디 감독의 1991년 드라마 영화이다. 소피 마르소 등이 주연으로 출연하였다.

## 출연

### 주연
- 소피 마르소
- 리샤르 베리
- 파비앙 오시어

### 조연
- 닐즈 뒤보스트
- 프레더릭 퀴어링
- 장 클로드 드 고로스
- 엠마누엘 리바
- 야엘 에베카시스

## 기타
- 미술: 토니 에그리
- 의상: 미미 렘피카